# Facapetri
Facapetri románul: Fața Pietrii, falu Romániában, Erdélyben, Fehér megyében.

## Fekvése
Felgyógy közelében fekvő település.

## Története
Facapetri korábban Felgyógy része volt, 1956 körül vált külön 216 lakossal. 1966-ban 213, 1977-ben 194, 1992-ben 11, 2002-ben pedig 95 román lakosa volt.